# Robin Schulz
Robin Schulz (ur. 28 kwietnia 1987 w Osnabrücku) – niemiecki DJ i producent muzyczny tworzący muzykę z gatunku deep house.

## Życiorys
Zaczął interesować się produkcją muzyczną w 2007. Rozpoczął wówczas pracę jako didżej podczas cyklu imprez Electroschnipsel w klubach nocnych, gdzie grał do 2009 roku. Po założeniu razem z Danielem Brunsem i Christopherem Noblem własnej wytwórni płytowej Lausbuben Records, zdecydował się na tworzenie własnych nagrań i ich promocję.
W 2013 umieścił w serwisie SoundCloud autorskie remiksy utworów „Waves” holenderskiego rapera Mr. Probza oraz „Prayer in C” formacji Lilly Wood & the Prick. Po tym, jak oba nagrania zdobyły duże zainteresowanie internautów, z producentem skontaktowali się twórcy oryginalnych wersji piosenek, proponując wydanie remiksów jako oficjalnych singli. Na początku lutego premierę miał debiutancki singiel Schulza – remiks utworu „Waves”. Utwór dotarł do pierwszego miejsca list przebojów w Austrii, Norwegii, Polsce, Szwajcarii, Szwecji, Szkocji, Wielkiej Brytanii oraz w notowaniu Hot Dance/Electronic Charts w Stanach Zjednoczonych, gdzie utrzymuje się na szczycie przez ponad 10 tygodni. W czerwcu zaprezentował drugi remiks, tym razem do piosenki „Prayer in C” formacji Lilly Wood & the Prick. Przeróbka zadebiutowała na szczycie list przebojów w Szwajcarii oraz dotarła na pierwsze miejsce notowania w Niemczech, Austrii, Belgii, Danii, Finlandii, Francji, Hiszpanii, Holandii, Norwegii, Polsce, Szwecji, Wielkiej Brytanii i we Włoszech, przynosząc Schulzowi międzynarodową rozpoznawalność. Latem DJ wyruszył w światową trasę koncertową.
W sierpniu 2014 premierę miał trzeci singiel Schulza – „Willst du”, który stworzył we współpracy z Lukasem „Alligatoahem” Strobelem. 16 września ukazała się jego debiutancka płyta zatytułowana Prayer, która zadebiutowała na czwartym miejscu szwajcarskiego notowania najczęściej kupowanych albumów. Pod koniec października ukazał się jego kolejny utwór – „Sun Goes Down”, na którym gościnnie zaśpiewała brytyjska piosenkarka Jasmine Thompson. Numer dotarł do drugiego miejsca w notowaniu w Niemczech oraz do trzeciego w Austrii, Polsce i Szwajcarii.
25 września 2015 wydał drugi album studyjny pt. Sugar. Materiał dotarł do pierwszego miejsca listy najczęściej kupowanych płyt w Szwajcarii. 25 listopada 2016 wydał singiel „Shed a Light”, który nagrał razem z Davidem Guettą i grupą Cheat Codes. Utwór zapowiadał jego trzeci album studyjny pt. Uncovered, który miał swoją premierę 29 września 2017.

## Dyskografia

### Albumy studyjne
- Prayer (2014)
- Sugar (2015)
- Uncovered (2017)
- IIII (2021)

### Single
- 2012 – „Rain”
- 2012 – „Feeling”
- 2012 – „To You”
- 2013 – „Stone”
- 2013 – „Same”
- 2013 – „Waves” (Robin Schulz Remix)
- 2014 – „Prayer in C” (Robin Schulz Remix)
- 2014 – „Willst du” (oraz Alligatoah)
- 2014 – „Sun Goes Down” (gościnnie: Jasmine Thompson)
- 2015 – „Headlight” (gościnnie: Ilsey) – 2x platynowa płyta w Polsce[33]
- 2015 – „Sugar” (gościnnie: Francesco Yates) – 3x diamentowa płyta w Polsce[34]
- 2015 – „Show Me Love” (oraz J.U.D.G.E.) – 2x platynowa płyta w Polsce[35]
- 2016 – „Heatwave” (gościnnie: Akon)
- 2016 – „Shed a Light” (oraz David Guetta, gościnnie: Cheat Codes) – złota płyta w Polsce[36]
- 2017 – „OK” (gościnnie: James Blunt) – 2x platynowa płyta w Polsce[33]
- 2017 – „I Believe I'm Fine” (gościnnie: Hugel)
- 2018 – „Unforgettable” (gościnnie: Mark Scibilia)
- 2018 – „Oh Child” (oraz Piso 21)
- 2018 – „Right Now” (oraz Nick Jonas)
- 2018 – „Speechless” (gościnnie: Erika Sirola)  – 3x platynowa płyta w Polsce[33]
- 2019 – „All This Love” (gościnnie: Harlœ)  – złota płyta w Polsce[36]
- 2019 – „Rather Be Alone” (oraz Nick Martin i Sam Martin)
- 2020 – „In Your Eyes” (gościnnie: Alida)  – 3x platynowa płyta w Polsce[33]
- 2020 – „Oxygen” (oraz Winona Oak)
- 2020 – „Alane” (oraz Wes Madiko) – złota płyta w Polsce[37]
- 2020 – „All We Got” (gościnnie: KIDDO) – platynowa płyta w Polsce[33]
- 2021 – „One More Time” (oraz Felix Jaehn, gościnnie: Alida)
- 2021 – „The Singles of IIII (Megamix)” – złota płyta w Polsce[38]
- 2021 – „Young Right Now” (oraz Dennis Lloyd) – platynowa płyta w Polsce[39]
- 2022 – „On Repeat” (oraz David Guetta) – platynowa płyta w Polsce[39]
- 2022 – „Miss You” (oraz Oliver Tree) – 4x platynowa płyta w Polsce[39]